# Biángbiáng-noedels

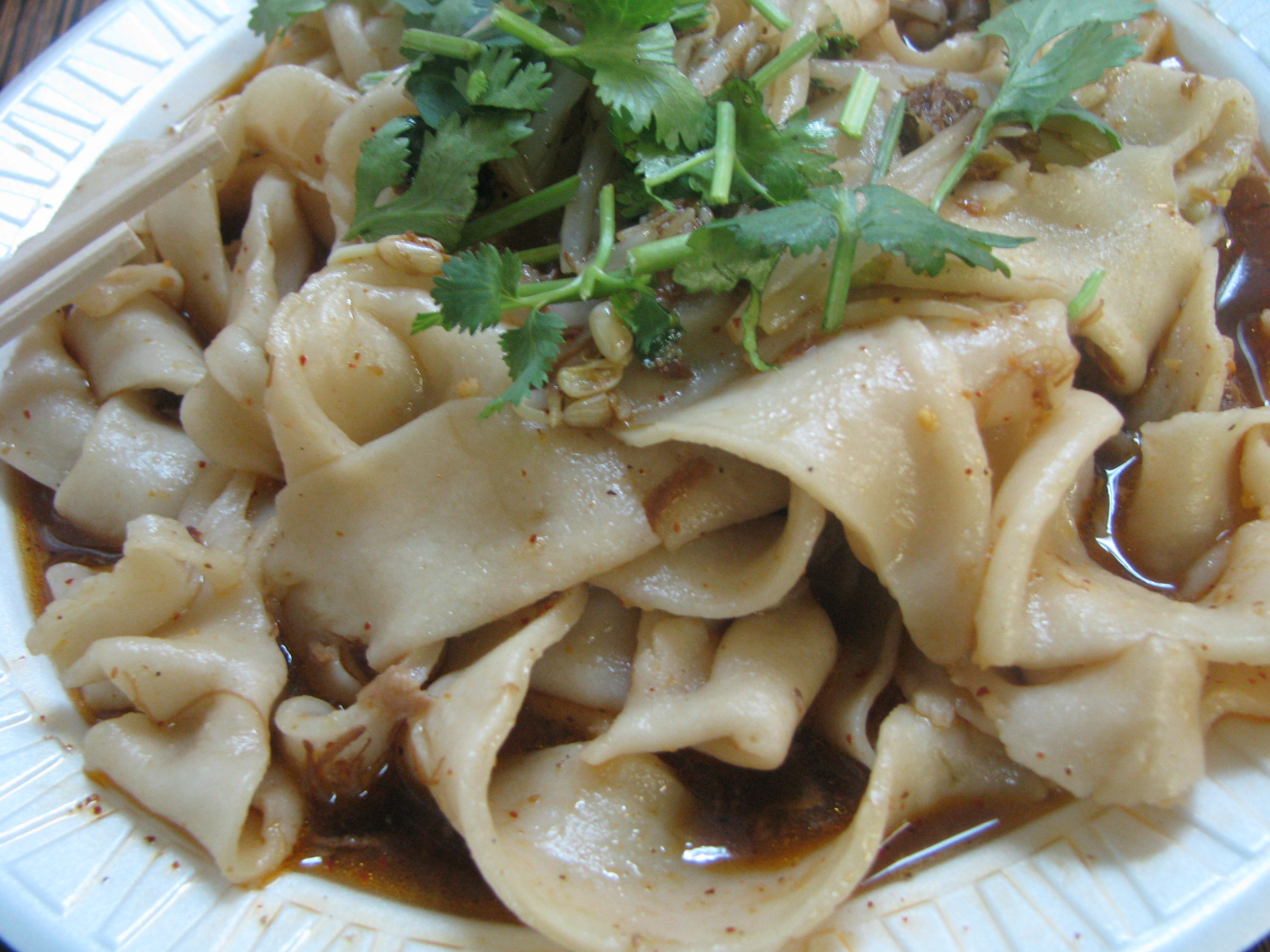
Biángbiáng-noedels

Het karakter: biáng, bevat 58 strepen.

Streepvolgorde van het karakter biáng.

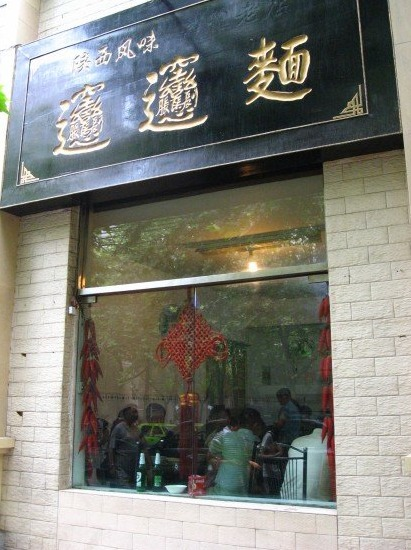
Biángbiáng-noedelrestaurant in Xi'an.

Biángbiáng-noedels (alternatief ook bekend als: Mandarijn: 油泼扯面, Pinyin: yóupō chěmiàn, Nederlands: vettige noedels) is een type Chinese noedels die opvallen vanwege hun dikte en lengte. Deze noedels hebben hun oorsprong in de provincie Shaanxi, alwaar het een typisch gerecht was voor arbeiders die genoegen namen met eenvoudige noedels. De naam biángbiáng is een onomatopee en verwijst naar het geluid dat deze dikke noedels maken wanneer ze tijdens het uitrekken tegen het werkblad worden geslagen. Sommigen claimen dat het is afgeleid van het kauwgeluid wanneer men de noedels eet. Internationaal hebben de noedels populariteit vergaard vanwege het buitengewoon complexe Chinese karakter dat uitsluitend wordt gebruikt voor deze noedels.

## Chinees karakter
Er zijn diverse varianten van het karakter biáng, maar de meest gebruikte variant is het traditionele karakter en het is opgebouwd uit 58 strepen; 42 in de vereenvoudigde variant. Het karakter staat bekend als een van de meest gecompliceerde karakters in het Chinese schrift, ook al staat het niet in het Kangxi-woordenboek of in enig modern woordenboek. Dit heeft ermee te maken dat biáng een dialectwoord is dat behoort tot het dialect van de provincie Shaanxi. Het karakter is opgebouwd uit meerdere normale karakters die dienen als componenten, dit is heel gewoon, alleen het aantal componenten is ongewoon, dit zijn: 言 (spreken) in het midden, geflankeerd aan weerszijde door 幺 (jongste). Daaronder bevindt zich 馬 (paard) en dat component wordt eveneens aan weerszijden geflankeerd door twee identieke componenten, namelijk: 長 (groeien). Dit centrale blok wordt omrand door 月 (maan) aan de linkerzijde,刂 (mes) aan de rechterzijde, en 心 (hart) aan de onderzijde. Dat geheel wordt dan weer omrand door: 穴 (grot) aan de bovenzijde en 辶 (lopen) als het zij- en bodemcomponent. Het karakter heeft geen intrinsieke betekenis en is waarschijnlijk het resultaat van marketing. Het schrijven van het karakter wordt soms als strafwerk gegeven, maar wordt tevens gebruikt om de streepvolgorde te oefenen.

### Herkomst van het karakterbiáng
De herkomst van het karakter biáng is onduidelijk. Een drietal hypotheses bestaan, maar geen enkele kan worden onderbouwd met enige vorm van bewijs. De volgende hypotheses worden frequent benoemd:
- Het karakter is bedacht door filosoof, kalligraaf en politicus Li Si (280-208 v. chr.) ten tijde van de Qin-dynastie. Maar het karakter staat niet in het Kangxi-woordenboek.
- Het karakter is bedacht door Tiandihui.
- Het karakter is bedacht door een student die zo onder een openstaande rekening voor een kom biángbiáng-noedels is uitgekomen.[5]

### Varianten
Meer dan twintig varianten van het traditionele karakter biáng, deze hebben tussen de 56 en 70 strepen.
